# باي ليلي
باي ليلي (بالصينية: 白莉莉) هي لاعبة كرة قدم صينية، ولدت في 29 أكتوبر 1978 في شانغهاي في الصين. شاركت مع منتخب الصين الوطني لكرة القدم للنساء.

## وصلات خارجية
- باي ليلي على موقع الاتحاد الدولي (مؤرشف)  (الإنجليزية)
- باي ليلي على موقع قاعدة بيانات كرة القدم.إي يو (الإنجليزية)
- باي ليلي على موقع عالم كرة القدم.نت (الإنجليزية)
- باي ليلي على موقع أوليمبيديا (الإنجليزية)
- باي ليلي على موقع اللجنة الأولمبية الصينية (الإنجليزية)